# Solenostemon

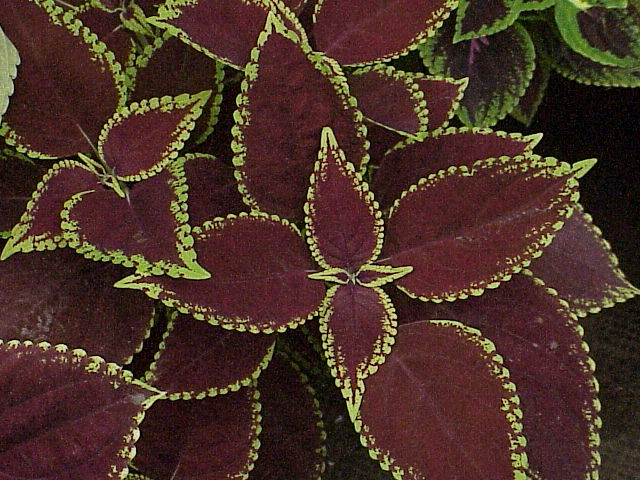
Solenostemon scutellarioides

Solenostemon  é um gênero de plantas perenes da família das lamiáceas, nativo da África tropical, Arquipélago malaio, Ásia, Austrália e Filipinas. Antigamente era classificado juntamente com o gênero Plectranthus como Coleus, ainda hoje conhecido por esse nome. Geralmente, mede entre 40 e 90 cm, com folhas vistosas de várias cores, com predominância de verde, vermelho, amarelo, rosa e roxo. Apresenta inflorescências longas, com flores pequenas, azuis e desluzidas.

## Espécies
Constituido por 41 espécies:
- Solenostemon africanus
- Solenostemon aromaticus
- Solenostemon autranii
- Solenostemon bernieri
- Solenostemon blumei
- Solenostemon bojeri
- Solenostemon bullatus
- Solenostemon calaminthoides
- Solenostemon chevalieri
- Solenostemon collinum
- Solenostemon cymosus
- Solenostemon darfurensis
- Solenostemon decumbens
- Solenostemon giorgii
- Solenostemon godefroyae
- Solenostemon gouanensis
- Solenostemon goudotii
- Solenostemon gracilifolius
- Solenostemon graniticola
- Solenostemon hybriden
- Solenostemon koualensis
- Solenostemon lateriticola
- Solenostemon latifolius
- Solenostemon linearifolius
- Solenostemon mannii
- Solenostemon minor
- Solenostemon monostachyus
- Solenostemon niveus
- Solenostemon ocymoides
- Solenostemon paniculatus
- Solenostemon platostomoides
- Solenostemon porpeodon
- Solenostemon repens
- Solenostemon robustus
- Solenostemon rotundifolius
- Solenostemon rutenbergianus
- Solenostemon scutellarioides
- Solenostemon shirensis
- Solenostemon sylvaticus
- Solenostemon thyrsiflorum
- Solenostemon thyrsiflorus
- Solenostemon veyretae
- Solenostemon zambesiacus

## Nome e referências
Solenostemon Thonn., 1827

## Reprodução e cultivo
A reprodução é feita por estacas ou por semente. Um grama contém aproximadamente 3.300 sementes. A semeadura deve ser rasa e a germinação é incentivada por luz e uma temperatura entre 21o e 27o. Cresce melhor na meia sombra, mas algumas variedades suportam pleno sol, sendo prejudicada pelo ar seco e pelo vento. Introduzida com planta ornamental por volta de 1825, hoje é uma planta de jardim popular em diversas regiões do mundo.